# فيدار دافيدسن
فيدار دافيدسن (بالنرويجية البوكمول: Vidar Davidsen)‏ هو لاعب كرة قدم نرويجي في مركز الوسط، ولد في 4 يناير 1958 في أوسلو في النرويج. شارك مع منتخب النرويج لكرة القدم. أما مع النوادي، فقد لعب مع نادي فوليرينغا ونادي ليلستروم.

## وصلات خارجية
- الموقع الرسمي
- فيدار دافيدسن على موقع اتحاد النرويج (النرويجية)
- فيدار دافيدسن على موقع قاعدة بيانات كرة القدم.إي يو (الإنجليزية)
- فيدار دافيدسن على موقع ناشيونال فوتبول تيمز (الإنجليزية)
- فيدار دافيدسن على موقع IMDb (الإنجليزية)